# Nauja Lynge
Nauja Nørgård Lynge [ˈnaːja ˈnœɐ̯gɔɐ̯ˀ ˈløŋə] (* 21. Januar 1965 in Aarhus) ist eine grönländisch-dänische Schriftstellerin.

## Leben
Nauja Lynge wurde 1965 als älteste Tochter von Torben Emil Lynge (1940–2023) und einer Dänin im dänischen Aarhus geboren. Über ihren Vater ist sie die Nichte von Niels Henrik Lynge (* 1937), die Enkelin von Hans Lynge (1906–1988) und die Urenkelin von Henrik Lund (1875–1948). Ein Jahr nach ihrer Geburt zog die Familie in die grönländische Hauptstadt Nuuk. Als sie acht Jahre alt war, ließen ihre Eltern sich scheiden und sie zog mit ihrer Mutter zurück nach Dänemark, wo sie sich in Horsens niederließen. Sie selbst ist geschieden und hat drei Kinder.
Mit den Vorurteilen über Grönländer in Dänemark konfrontiert, distanzierte sie sich früh von ihrer Herkunft und sah sich als reine Dänin. Erst im Alter von 37 Jahren begann sich dies zu wandeln und sie gründete eine Firma, die grönländische Kleidung herstellt. Zu ihrem Leidwesen sah sie sich nicht mehr fähig, nach Grönland zurückzukehren, unter anderem weil ihr die Sprachkenntnisse fehlten und weil sie sich dort nicht mehr willkommen sah. Stattdessen begann sie sich mittels Leserbriefen und Vorträgen für das Rigsfællesskabet einzusetzen. 2012 veröffentlichte sie das Debattenbuch Rigsfællesskabet til debat (Rigsfællesskabet zur Debatte). 2017 erschien ihr englischsprachiger Debütroman Ivalu's color, der eine Kriminalgeschichte mit der Streitfrage der grönländischen Unabhängigkeit verknüpft. Im selben Jahr erschien ihre Novelle Welcome to my dream in der Zeitschrift Arctic. 2018 brachte sie das autobiografische Debattenbuch Jeg er Nauja heraus, dessen Vorwort vom ehemaligen dänischen Minister Bertel Haarder verfasst worden ist. 2021 schrieb sie den Roman Opgangen, ein Drama über eine Grönländerin und eine Färingerin in Dänemark. 2025 veröffentlichte sie den Kriminalroman Grønlandseksperimentet, der von der Spiralkampagne inspiriert ist.

## Werke
- 2012: Rigsfællesskabet til debat
- 2017: Ivalu's color
- 2017: Welcome to my dream
- 2018: Jeg er Nauja
- 2021: Opgangen
- 2025: Grønlandseksperimentet